# Banovci (Nijemci)
Banovci (srp. ćir. Бановци / Шидски Бановци; mađ. Forró / Újbánóc; njem. Schider Banovci), također poznati pod starijim nazivom Šidski Banovci, selo je u istočnoj Hrvatskoj, udaljeno 7 kilometara od srpske granice. Selo je dio Općine Nijemci, a neformalno je funkcionalno usmjereno i na dva naselja Općine Tovarnik u kojoj se između ostalog nalazi i sjedište lokalne škole. Selo je povezano s ostatkom zemlje državnom cestom D46 koja ga povezuje s gradom Vinkovcima na zapadu, a na istoku se nastavlja prema Srbiji do najbližeg grada Šida, te postajom na glavnoj željezničkoj pruzi Zagreb–Beograd.

## Naziv
Naselje Banovci je kroz povijest prošlo kroz nekoliko promjena imena te se uz naziv Banovci neformalno koristi i stari naziv Šidski Banovci, a povremeno ali rjeđe i nazivi Novi Banovci ili Veliki Banovci. Prije 1900. godine bilo je poznato kao Novi Banovci dok je staro naselje Vinkovački Banovci bilo poznato kao originalno naselje Banovci. Od 1910. do 1991. godine selo se formalno nazivalo "Šidski Banovci". Taj naziv je formalno promijenjen uklanjanjem riječi Šidski iz naziva 1991. godine u ranoj fazi Domovisnkog rata. Ipak, zbog ulaska naselja u sastav samoproglašene SAO Istočna Slavonija, Baranja i Zapadni Srijem, naziv Šidski Banovci nastavio se u praksi i lokalnoj upravi koristiti sve do 1998. godine i kraja uprave UNTAES-a dok lokalno stanovništvo i danas često neformalno koristi stari naziv. Gašpar Vinjalić je dao moguće objašnjenje naziva raznih mjesta s imenom Banovci: "Izvor dobi ime Banovača, jer su Hrvati upravitelje utvrda zvali banovima, a da bi ih razlikovali od bana pokrajine upotrebljavali su umanjenicu "banovci"." Banovac je bio i novac u Slavoniji i Erdelju.
Stari naziv Šidski Banovci povremeno se i danas greškom koristi i u službenoj komunikaciji kao na primjer u zakonu o hrvatskim lokalnim izborima 1997. godine. Hrvatske željeznice koriste naziv za lokalnu željezničku postaju kako bi olakšale razlikovanje od postaje Vinkovački Banovci. Staro ime korišteno je i u istraživačkom izvješću The New York Timesa iz 2005. godine, a koristilo ga je i Izvješće o županijskim cestama iz 2017. godine, objavljeno u ožujku 2018. godine od strane Vukovarsko-srijemske županije.

## Povijest

### Habsburska Monarhija
Sadašnje naselje Banovci osnovano je u 1730-ima pod nazivom Novi Banovci uz staro selo (današnji Vinkovački Banovci), koje je bilo spomenuto u povijesnim zapisima još u 15. stoljeću. 1473. godine staro selo se nazivalo Zavrakinci i nalazilo se na niskom uzvišenju Vukovarskog ravnjaka sjeverozapadno od sadašnjeg sela Banovci. Dolazak srpskih naseljenika u Banovce dogodio se za vladavine Karla VI., cara Svetog Rimskog Carstva u okviru procesa poznatog kao Velika seoba Srba. Tadašnji naseljenici došli su sa područja današnje Crne Gore i regije oko Peći na Kosovu.

### Austrougarska
Prvi Podunavski Švabe naselili su se u Banovcima 1859. godine te je njihov dolazak znatno utjecao na razvoj naselja. Tijekom prvog razdoblja protestantski naseljenici zatražili su i dobili pomoć lokalnog srpskog pravoslavnog svećenika Uroša. Svećenik je vjerovao kako dolazak njemačkih naseljenika može pomoći u provedbi nužnih reformi, posebno u poljoprivredi. Međutim, zbog unaprijed rezerviranih područja za njemačke katoličke koloniste na sjevernom dijelu povijesnog područja Srijema i poteškoća u svakom pokušaju naseljavanja većeg dijela Slavonske vojne krajine, njemački protestanti su morali uspostaviti svoje naselje na području između ova dva područja, pri čemu su Banovci bili jedno od rijetkih mjesta gdje je to bilo moguće.
U trenutku dolaska njemačkih naseljenika, lokalno srpsko stanovništvo ostvarivalo je lokalnu autonomiju kroz izbor seoskog vojvode, ali je pravi duhovni i svjetovni autoritet ipak bio u rukama lokalnog pravoslavnog svećenika. Zanimljiva epizoda zbila se kada je prva njemačka kolonistička obitelj, Grumbachovi, ponudila kobasice napravljene prema njemačkom receptu svojim susjedima. Mladići iz sela, impresionirani kvalitetom proizvoda, počeli su pijani dolaziti u kućanstvo Grumbachovih i tražiti da im se daju kobasice.To je dovelo do razularenog ponašanja i uznemiravanja doseljenika. Njemački kolonisti potražili su pomoć svećenika Uroša, koji se suočio s mladićima i zabranio im ponavljanje takvih radnji. Kao kompenzaciju, zatražio je od svakog od njih da donese jednu svinju kućanstvu Grumbachovih.
Budući da Evangeličko reformirana crkva u Šidskim Banovcima nije bila izgrađena u to vrijeme, njemački protestantski naseljenici pristupili su svećeniku Urošu s molbom da za njih održi božićnu liturgiju pod istočno-pravoslavnim liturgijskim obredom. On je njihovu molbu odbio pozivajući se na neslaganje s pravoslavnim kanonskim pravilima te im je umjesto toga predložio da sami organiziraju svoje božićno slavlje u lokalnoj pravoslavnoj  Crkvi sv. Petke u Banovcima. Svećenik Uroš je prisustvovao obredu kao gost te je njime bio pozitivno impresioniran.

### Kraljevina Jugoslavija
Tijekom razdoblja nakon uspostave Kraljevine Srba, Hrvata i Slovenaca Banovci su bili dio Šidskog Sreza. Početno su bili dio Srijemske županije, a od 1922. do 1929. dio Srijemske oblasti . Od 1929. do 1939. uključeni su u sastav Dunavske banovine da bi od 1939. do 1941. godine bili dio Banovine Hrvatske.

### Drugi svjetski rat
Tijekom Drugog svjetskog rata Banovci su primili preživjele u pokolju u Ivancima, nekadašnjeg obližnjeg naselja. 15. lipnja 1943., njemačka Volke grupa u Nezavisnoj Državi Hrvatskoj izviještavala je o padu morala zbog aktivnosti jugoslavenskih partizana. Kao rezultat toga, Friedrich Hoffman preuzeo je vodstvo njihove lokalne skupine u Šidskim Banovcima, naslijedivši Karla Lahma.
Sami Banovci postali su značajan centar za partizane u Srijemu, s naglaskom na sabotiranje nacističkog i domaćeg kolaboracionističkog prijevoza duž željezničke pruge Zagreb–Beograd. Posebno se ističe 8. listopada 1943. kada je Saboterska grupa Drugog sremskog NOP odreda minirala željezničku prugu Zagreb–Beograd, što je rezultiralo uništenjem lokomotive i šest teretnih vagona. Kao odmazdu je ustaška policija idućeg dana objesila 20 taoca iz Šida. Sljedeći napad na željeznicu dogodio se 19. listopada 1943. kada su uništeni lokomotiva i četiri vagona njemačkog ekspresnog vlaka. Treća uspješna sabotaža dogodila se 2. prosinca 1943. ciljajući njemački vojni teretni vlak koji je nosio ratni materijal. Vlak je miniran i uništen zajedno s lokomotivom i osam vagona.
Slobodan Bajić Paja, koji je postao Narodni heroj Jugoslavije, potekao je iz Šidskih Banovaca.

### Uspostava međurepubličke granice nakon rata
Nekoliko manjih problema oko razgraničenja između Autonomne Pokrajine Vojvodine, dijela Socijalističke Republike Srbije, i Socijalističke Republike Hrvatske ostalo je neriješeno do 24. veljače 1945. i završetka rata. Da bi riješili ovaj problem, u lipnju 1945. godine, savezne vlasti su osnovale petočlanu komisiju kojom je predsjedavao Milovan Đilas.
Područje Šida identificirano je kao jedno od točaka teritorijalnog spora. Komisija je zaključila da će Općina Šid, uključujući u to vrijeme selo Banovce, postati dio Autonomne Pokrajine Vojvodine. Međutim, demarkacija komisije kasnije je promijenjena u nekoliko slučajeva, uključujući slučaj Općine Šid gdje su sela Tovarnik, Ilača i Banovci na kraju prebačena u sastav Socijalističke Republike Hrvatske. Ilača i Tovarnik su bila veća etnički hrvatska sela, dok je Banovci kao manje srpsko selo koje je do nedavno imalo većinsko njemačko stanovništvo prebačeno u Hrvatsku kako bi se osigurala teritorijalna povezanost.
Jugoslavenske komunističke vlasti tvrdile su da su se održali lokalni referendumi za samoodređenje na kojima je stanovništvo odlučilo pridružiti se hrvatskoj saveznoj jedinici. U članku iz 2015. u desno orijentiranom konzervativnom kvartalnom časopisu Nova srpska politička misao, Igor Marković tvrdio je da ne postoji nikakav dokaz da je ikada takav lokalni referendum održan u Banovcima.

### Domovinski rat i prijelazna uprava UNTAES
U Banovcima su 7. siječnja 1991. godine pobunjeni Srbi osnovali "Srpsko nacionalno vijeće Slavonije, Baranje i Zapadnoga Srijema" s ciljem pripajanja dijelova Hrvatske Srbiji. Tijekom rata su Banovci bili dio tog samoproglašenog entiteta. Između 1995. i 1998. godine, Banovci su bili dio privremenog protektorata pod upravom Ujedinjenih naroda kroz prijelaznu upravu UNTAES. Unutar Republike Srpske Krajine, Banovci su bili dio paralelne de facto Općine Mirkovci, koja je bila osnovana na dijelu predratne općine Vinkovci koje su kontrolirali pobunjeni Srbi.

### Suvremeno razdoblje
1998. godine Banovci su uz de jure postali i de facto dio Općine Nijemci i Vukovarsko-srijemske županije. Banovci su naselje unutar područja od posebne državne skrbii gdje pripadaju prvoj od tri skupine teritorijalnih jedinica. 2005. godine selo je kratko bilo u fokusu međunarodnih medija kada je The New York Times otkrio da je to mjesto skrivanja Slobodana Davidovića, bivšeg člana paravojne formacije Škorpioni, koji je optužen i kasnije osuđen na 15 godina zatvora za ratne zločine povezane s genocidom u Srebrenici u Bosni i Hercegovini. Dok je srpska policija tvrdila da se Davidović skriva i nedostupan je, The New York Times je otkrio da je on istovremeno "ovo mjesto posjećivao povremeno od završetka rata, boraveći kod svoje starije majke i brata u maloj kući podalje od glavne ulice sela".
Godine 2012. osnovana je nevladina organizacija "Ivanci" s ciljem obnove spomenika na memorijalnom području, prikupljanja materijala za objavu monografije i organizacije komemoracija za žrtve masakra u Ivancima. 2019. godine, mještani sela Tovarnik, Ilača i Banovci organizirali su zajedničke prosvjede protiv kamiondžija iz svih drugih zemalja osim Hrvatska ili Srbija koji uzrokuju velike gužve na cesti D46 dok čekaju prijelaz državne granice. Mještani su tražili preusmjeravanje svog kamionskog prijevoza, osim hrvatskih i srpskih kamiona koji putuju u jednu od ove dvije države, s ceste D46 na autocestu A3 ističući da je slična praksa zabranjena na svim drugim državnim cestama.
2019. godine selo je obilježilo 200 godina lokalne pravoslavne crkve i 800 godina autokefalnosti Srpske pravoslavne crkve.

## Nijemci u Banovcima
Do Drugoga svjetskoga rata Banovci su bili naseljeni većinom Nijemcima koji su savezničkim odlukama iseljeni iz istočnoeuropskih zemalja, a po zakonu SFRJ o kolonizaciji u kuće su doseljeni Srbi iz ratom opustošenih pasivnih krajeva južne Hrvatske: Like i sjeverne Dalmacije. Prema popisu stanovništva iz 1910. godine Banovci su imali 990 stanovnika od čega 686 Nijemaca.

## Stanovništvo
Naselje je po pospisu stanovništva 2001. godine imalo 479 stanovnika.

Prema popisu stanovništva 2011. godine naselje je imalo 432 stanovnika.

Stanovništvo se u najvećem postotku bavi poljoprivredom. Banovci su dobro prometno povezani, smješteni na magistralnom putu Vinkovci-Šid, a kroz mjesto također prolazi željeznica. 
Po dobnoj strukturi najveći je udio osoba starijih od 50 godina.
Mjesto se nalazi 15-ak kilometara od Dunava na sjeveru. Na jugu, između samog mjesta i autoputa, nalaze se prastare spačvanske hrastove šume. U mjestu se nalazi i neoklasicistička pravoslavna crkva Svete Petke izgrađena u prvoj polovini 19. stoljeća.
| broj stanovnika | 460   | 779   | 651   | 836   | 890   | 990   | 1047  | 1139  | 1028  | 1138  | 1084  | 975   | 778   | 653   | 479   | 432   | 256   |
|                 | 1857. | 1869. | 1880. | 1890. | 1900. | 1910. | 1921. | 1931. | 1948. | 1953. | 1961. | 1971. | 1981. | 1991. | 2001. | 2011. | 2021. |

## Poznate osobe
U Banovcima je 26. lipnja 1916. godine rođen Slobodan Bajić Paja, sudionik Narodnooslobodilačkog rata i politički komesar Glavnog štaba NOV i PO Vojvodine, koji je 5. srpnja 1952. godine posmrtno proglašen za narodnog heroja Jugoslavije.

## Šport
- NK Borac Banovci